# Volodymyr Polikarpenko
Volodymyr Volodymyrovych Polikarpenko (en ucraniano: Володимир Володимирович Полікарпенко; Zaporiyia, URSS, 9 de junio de 1972) es un deportista ucraniano que compitió en triatlón. Ganó una medalla de bronce en el Campeonato Europeo de Triatlón de 1998.

## Palmarés internacional
| Campeonato Europeo | Campeonato Europeo | Campeonato Europeo | Campeonato Europeo |
| Año                | Lugar              | Medalla            | Prueba             |
| ------------------ | ------------------ | ------------------ | ------------------ |
| 1998               | Velden (Austria)   | Medalla de bronce  | Individual         |